# Jet Set Radio
Jet Set Radio (Jet Grind Radio negli Stati Uniti) è un videogioco in stile cel-shading a tema arte di strada, sviluppato da Smilebit e pubblicato da SEGA nel 2000 per Sega Dreamcast.
Nel 2003 è stata pubblicata una conversione per Game Boy Advance. Il 19 settembre 2012 è stato reso disponibile Jet Set Radio HD, una remastered del gioco completamente in HD pubblicato in digital delivery su PlayStation Network, Xbox Live e Steam. In questa versione del gioco erano inclusi alcune tracce di Jet Set Radio Future e un documentario, chiamato Jet Set Radio - The Rude Awakening della durata di circa 13 minuti, di cui parlava dello sviluppo del gioco.

## Trama
Il gioco inizia a Shibuya, uno dei quartieri che compongono la prosperosa città di Tokyo-to, presentata dal Professor K, il dj di una radio pirata, chiamata appunto Jet Set Radio, il quale narrerà le vicende della vita quotidiana a Tokyo-to. La città è dominata dai "rudie", termine usato per riferirsi ai ragazzi giovani che girovagano per le strade pattinando e spruzzando graffiti sui muri. La città si suddivide in 3 parti: il quartiere Shibuya, il quartiere Benten e il quartiere Kogane, dove ciascuna di esse riporta a un determinato periodo della giornata. In ognuno di questi quartieri ci sarà rispettivamente una gang rivale: i Love Shockers, i Noise Tanks e i Poison Jam. Il protagonista è Beat, un "rudie" di 17 anni che scappò di casa come altri rudie giapponesi.
Beat fu dapprima evitato da una gang all'altra, fino a quando si decise a fondare una gang propria residente a Shibuya, ovvero i GG. Con il passare del tempo Beat incontrerà per la prima volta Gum, una ragazza rudie come lui, che deciderà di proporgli delle sfide e, completandole, si unirà alla gang, seguito anche un altro rudie di nome Tab, formando così i primi membri della banda. La fase iniziale è ambientata in una stazione degli autobus di Shibuya, in cui Beat, Gum e Tab si ritroveranno a spruzzare graffiti in varie parti della stazione, spruzzando anche su graffiti già presenti, quando, ad un certo punto, verranno inseguiti dalla polizia e dal loro capo, il Capitano Onishima. Dopo averli seminati verranno sfidati dai Love Shockers, e dopo essere stati sconfitti cederanno la loro area dominante ai GG. Poco dopo arriveranno nuovi membri nella gang dei GG, ovvero Mew, Garam e Yoyo, di cui quest'ultimo possiede un cane di nome Potts. Potts verrà ben presto rapito dai Noise Tanks, e i GG dovranno riprenderselo sconfiggendoli nel quartiere di Benten. Infine verranno sfidati dai Poison Jam a Kogane, e contemporaneamente arriveranno sul posto anche la S.W.A.T. e la polizia a catturarli. Sconfiggendoli si ritroveranno presto contro i Golden Rhinos, un gruppo di assassini di proprietà del Gruppo Rokkaku, comandato dal proprietario del Gruppo Rokkaku, Goji Rokkaku. I GG verranno presto trovati da Combo e Cube, che gli chiederanno di aiutarli.
Combo e Cube spiegheranno ai GG che il loro terzo compagno, Coin, è stato catturato e che la sua enorme collezione di dischi è stata distrutta. I Golden Rhinos si faranno strada nell'area di Tokyo-to, dove i GG saranno costretti a combatterli. I Golden Rhinos, in loro difesa, effettueranno il lavaggio del cervello ai Poison Jam, costringendoli ad attaccare contro i GG e, nella confusione, riusciranno a rovesciare il piano di Goji. Si scoprirà di seguito in dettaglio il piano di Goji: il suo scopo è di usare i Golden Rhinos esclusivamente per riguadagnare uno dei dischi di Coin andato anch'esso distrutto, il Devil's Contract. Si racconterà poi che questo disco, se suonato, ha la capacità di evocare un demone. Goji tenterà di usare il disco per fare un patto con il demone e di usare i suoi poteri per impadronirsi di Tokyo-to e, infine, del mondo. La battaglia finale si svolgerà sulla cima di un gigantesco edificio, sopra un enorme giradischi, dove Beat e la sua gang si ritroveranno a fermare Goji e i suoi scagnozzi. Dopo la sua sconfitta, la torre esploderà, e la leggenda del disco si rivelerà una bufala. Nel finale, il Professor K concluderà raccontando che i Noise Tanks e i Love Shockers si prepareranno per un futuro in cui tenteranno di vendicarsi della sconfitta subita dai GG, mentre i GG celebreranno la loro vittoria, riportando di seguito la normalità per le strade di Tokyo-to.

### Personaggi
Alcuni personaggi hanno cambiato nome dalla versione giapponese; i nomi originali sono scritti tra parentesi.
Personaggi giocabili
- Beat
- Combo
- Cube
- Garam
- Gum
- Mew (Bis)
- Piranha (Sugar)
- Slate (Soda)
- Tab (Corn)
- Yo-Yo

Personaggi da sbloccare
- Goji Rokkaku
- Love Shockers
- Noise Tanks
- Poison Jam
- Potts the dog
- The Immortals (presenti solo su Jet Set Radio Future)
- A.KU.MU
- RoBoY
- NT-3000
- Rapid 99
- Doom Riders

## Colonna sonora
La colonna sonora di Jet Set Radio include una schiera di canzoni eclettiche che combinano vari generi musicali come il J-pop, il Trip hop, l'Hip-hop e l'Elettronica.
1. B.B. Rights – Funky Radio
2. Castle Logical – Mischievous Boy
3. Just Got Wicked – Cold (presente solo nella ver. americana)
4. Deavid Soul – Miller Ball Breakers
5. Deavid Soul – On the Bowl
6. Deavid Soul – Up-Set Attack
7. Deavid Soul – Yappie Feet
8. F-Fields – Yellow Bream
9. Guitar Vader – Magical Girl
10. Guitar Vader – Super Brothers
11. Hideki Naganuma – Grace and Glory
12. Hideki Naganuma – Humming the Bassline
13. Hideki Naganuma – Let Mom Sleep
14. Hideki Naganuma – Moody's Shuffle
15. Hideki Naganuma – Rock It On
16. Hideki Naganuma – Sneakman
17. Hideki Naganuma – Sweet Soul Brother
18. Hideki Naganuma – That's Enough
19. Idol Taxi – OK House
20. Jurassic 5 – Improvise (esclusa dalla ver. giapponese)
21. Mixmaster Mike – Patrol Knob (esclusa dalla ver. giapponese)
22. Professional Murder Music – Slow (presente solo nella ver. americana)
23. Reps – 'Bout the City
24. Richard Jacques – Everybody Jump Around
25. Rob Zombie – Dragula (presente solo nella ver. americana)
26. Toronto – Electric Tooth Brush
27. Feature Cast – Recipe For The Perfect Afro (esclusa dalla ver. giapponese)
28. O.B. One – Many Styles (esclusa dalla ver. giapponese)
29. Semi Detatched – Funky Plucker (esclusa dalla ver. giapponese)
30. Let Mom Sleep (No Sleep Remix, presente solo su Jet Set Radio Future)
31. Dunny Boy William Show (presente solo nella ver. giapponese)

## Sviluppo
Jet Set Radio è stato annunciato al Tokyo Game Show nel 1999 e ha creato una grande attenzione della stampa grazie alla nuova tecnica 3D chiamata cel-shading. Il cel-shading permette di dare apparenze in stile "cartone animato" ad oggetti in un ambiente 3D. Jet Set Radio è uscito in Giappone il 29 giugno 2000.

## Serie
Jet Grind Radio , edizione americana, contiene un'aggiunta di due nuove mappe e varie nuove canzoni. Questa versione permette anche ai giocatori di connettersi ad Internet attraverso SegaNet e di scaricare graffiti creati da altri giocatori, o mettere online i propri. Soprattutto a causa dell'insuccesso del Dreamcast, le vendite di Jet Grind Radio sono state relativamente basse. Nonostante il fallimento commerciale di Jet Grind Radio, il gioco ha guadagnato lo status di videogioco cult.
Jet Set Radio (2003), versione per Game Boy Advance  pubblicato il 26 giugno 2003 in Nord America e il 20 febbraio 2004 in Europa. Il gioco ha le stesse caratteristiche, ma ha subito un adattamento grafico a causa della minor potenza del sistema, e stessa cosa per la colonna sonora (infatti vi sono presenti in totale solo 6 tracce).

### Sequel
Jet Set Radio Future (2002) pubblicato in esclusiva per Xbox, è stato uno dei titoli di lancio della console in Europa.
durante i The Game Awards 2023, SEGA ha annunciato che diverse serie storiche come Shinobi, Streets of Rage, Golden Axe e Crazy Taxi sarebbero tornati, ancora non è chiaro se saranno dei sequel o dei reboot delle loro rispettive serie, in questa lista di grandi ritorni è incluso anche Jet Set Radio 

### Remaster
Jet Set Radio HD, il 19 settembre 2012 venne anche distribuita una versione digitale per PlayStation Network, Xbox Live e Steam intitolata . I graffiti presenti in questa riedizione sono stati il risultato di un concorso indetto da SEGA che ha permesso ai sostenitori di creare dei propri graffiti. Le poche critiche arrivate a questo remake sono state basate sulla cattiva maneggevolezza del gioco. Nel gioco è presente un documentario chiamato The Rude Awakening, ovvero Il duro risveglio, che mostra come il gioco sia stato ispirato dall'atmosfera giapponese di fine anni '90.

### Crossover
Sega Superstars Tennis
Sonic & Sega All-Stars Racing
Sonic & All-Stars Racing Transformed
Sega Heroes (2018-2020) SEGA, puzzle, Beat, Gum, Cap. Onishima, DJ Professor K furono personaggi giocabili.
Roller Champions X Jet Set Radio (2023), Ubisoft, Beat e Gum sono personaggi giocabili.

### Eredità
Bomb Rush Cyberfunk (18 agosto 2023) sviluppato da Team Reptile, musiche di Hideki Naganuma.

## Accoglienza
La rivista Retro Gamer lo ha classificato come l'ottavo miglior gioco uscito per Dreamcast su un massimo di venticinque titoli. La testata Play Generation trattò la versione uscita su PlayStation Network, trovandolo uno dei più grandi titoli per Dreamcast nonché un piccolo capolavoro.